# Lysandra albicincta
Lysandra albicincta är en fjärilsart som beskrevs av Tutt 1909. Lysandra albicincta ingår i släktet Lysandra och familjen juvelvingar. Inga underarter finns listade i Catalogue of Life.